# 大根田裕之
大根田 裕之（おおねだ ひろゆき、1959年7月31日 - ）は、日本中央競馬会 (JRA) の調教師。栗東トレーニングセンター所属。父親の大根田裕也はJRAの元騎手、元調教師であった。

## 略歴
1998年3月に調教師免許を取得。1999年3月、厩舎開業。同年4月10日、阪神7R5歳上900万下でマイネルアパッシュが1着となり、JRA初勝利を挙げる。
2002年3月9日、阪神スプリングジャンプでマグマライフが1着となり、JRA重賞初制覇。同年10月1日、上山競馬場で行われたダートグレード競走・さくらんぼ記念でロングカイソウが1着となり、地方交流重賞初制覇。
2004年10月3日、スプリンターズステークスでカルストンライトオが1着となり、GI初制覇。
2006年8月27日、小倉12Rでロングフラワーが1着となり、現役170人目となるJRA通算100勝を1446戦目で達成。
2015年2月15日、小倉3Rでイサチルホープが1着となり、現役106人目となるJRA通算200勝を達成した。
2024年10月13日、京都5Rでロヴィーサが1着となり、現役70人目となるJRA通算300勝を5303戦目で達成した。

## 調教師成績
|            | 日付          | 競馬場・開催  | 競走名          | 馬名               | 頭数 | 人気 | 着順 |
| ---------- | ------------- | ------------- | --------------- | ------------------ | ---- | ---- | ---- |
| 初出走     | 1999年3月6日  | 1回阪神3日12R | 5歳上500万下    | ゼンノテンゲン     | 13頭 | 12   | 9着  |
| 初勝利     | 1999年4月10日 | 2回阪神5日7R  | 5歳上900万下    | マイネルアパッシュ | 16頭 | 9    | 1着  |
| 重賞初出走 | 1999年7月18日 | 1回小倉2日10R | 小倉サマーJ     | シートラスト       | 9頭  | 9    | 7着  |
| 重賞初勝利 | 2002年3月9日  | 1回阪神5日10R | 阪神スプリングJ | マグマライフ       | 12頭 | 4    | 1着  |
| GI初出走   | 2002年12月1日 | 5回阪神2日11R | 阪神JF          | グランドサファイヤ | 18頭 | 15   | 18着 |
| GI初勝利   | 2004年10月3日 | 4回中山8日11R | スプリンターズS | カルストンライトオ | 16頭 | 5    | 1着  |

### 主な管理馬
※括弧内は当該馬の優勝重賞競走、太字はGI級競走。
- マグマライフ（2002年阪神スプリングジャンプ）
- ロングカイソウ（2002年さくらんぼ記念、2003年サマーチャンピオン）
- カルストンライトオ（2002年アイビスサマーダッシュ、2004年アイビスサマーダッシュ、スプリンターズステークス）
- コウユーヒーロー（2010年たんぽぽ賞）
- ダイショウジェット（2011年オーバルスプリント）
- ダイアナヘイロー（2018年阪神カップ）
- ヴェンジェンス （2019年みやこステークス）
- イロエンピツ（2021年たんぽぽ賞）
- リプレーザ （2021年兵庫チャンピオンシップ）
- オバケノキンタ （2023年たんぽぽ賞）[4]